# Гадячский договор
Гадячский договор («Гадячская уния», Гадяцька уния, также встречается устаревшее именование «Гадячские статьи»; пол. ugoda hadziacka, укр. Гадяцький договір) — соглашение, заключенное 16 сентября 1658 года под городом Гадяч по инициативе малороссийского гетмана Ивана Выговского между Речью Посполитой и Гетманщиной, предусматривающее вхождение последней в состав Речи Посполитой под названием «Великого Княжества Русского» как третьего равноправного члена двусторонней унии Польши и Литвы. 
Договор отвечал интересам той части запорожской старшины, которая стремилась получить права польской шляхты, и также предусматривал ликвидацию Брестской церковной унии. Основные преобразования, однако, так и остались на бумаге, так как польский Сейм ратифицировал договор в сильно урезанном виде, отменив его главные положения, и в 1659 году в результате выступления запорожских казаков гетман Выговский был низложен.

## История и причины подписания соглашения

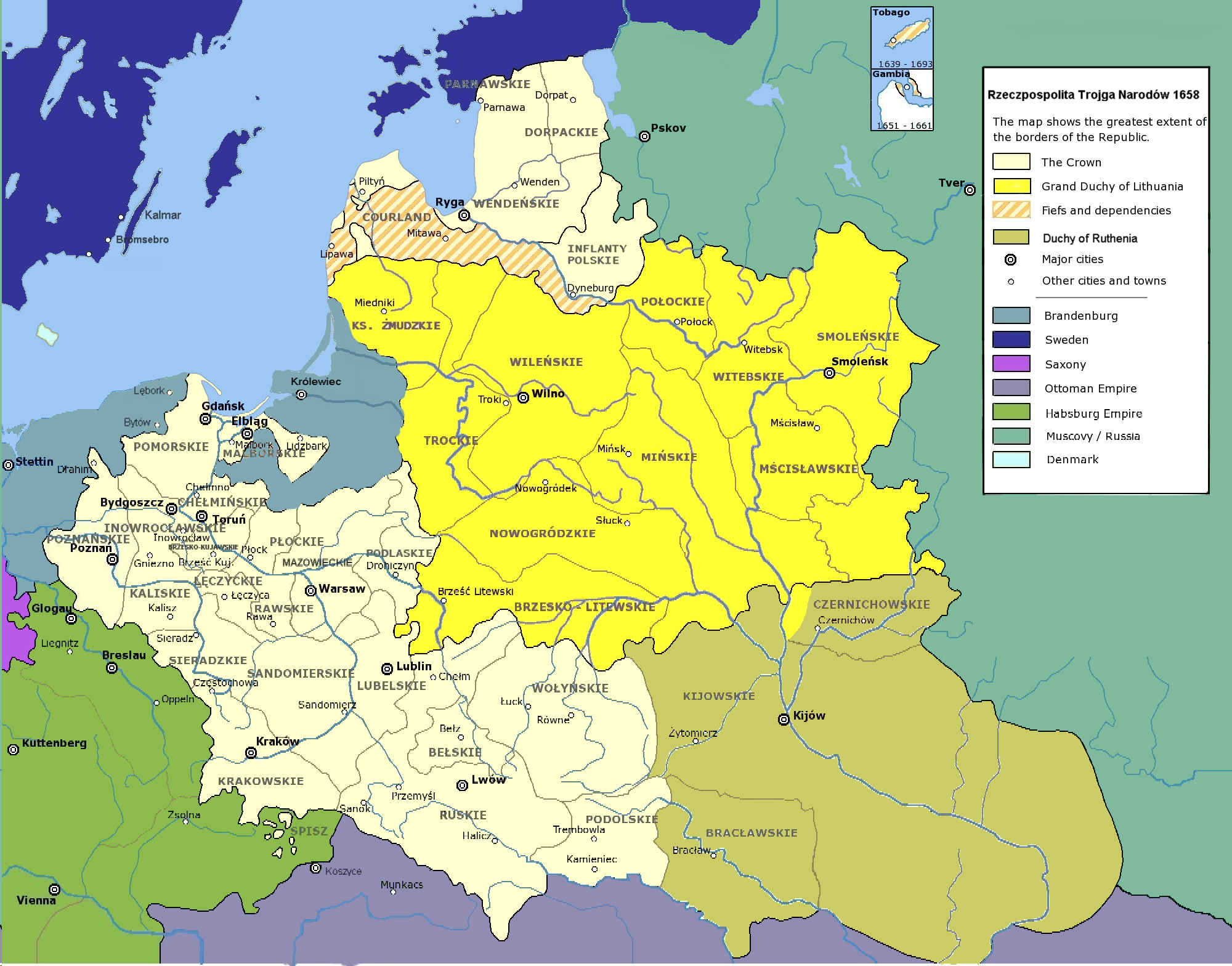
Предполагаемое административное устройство Речи Посполитой по Гадячскому договору

Весной 1654 года, из-за присоединения Малороссии возникла война с Польшею, русские войска добиваются значительных успехов. 31 июля 1655 года под их натиском пала столица Великого княжества Литовского, Русского и Жемойтского  — Вильна, южнее русские войска взяли Пинск, войска под предводительством стольника князя Григория Ромодановского и казаки под командованием Богдана Хмельницкого подошли ко Львову и осадили его, состоялась Битва под Городком.
В 1655 году войну Речи Посполитой объявила Швеция, её войска взяли Варшаву, Краков и ряд других польских городов, и угроза распада и раздела Польско-Литовского государства между Россией и Швецией стала вполне реальной. Однако Москва, не желавшая усиления Швеции за счёт Польши, заключила с Речью Посполитой перемирие (Виленское перемирие 24 октября 1656 года), которое та использовала не только против шведов, но и против русских.
После этого начались переговоры о заключении мира и межевании новых границ, польская сторона также предложила избрать русского царя Алексея Михайловича наследником польской короны. Такое развитие событий нашло поддержку и со стороны Богдана Хмельницкого, который 10 июля 1657 года, в ответ на извещение о ходе переговоров, писал Алексею Михайловичу: «А что Король Казимер… и все паны рады Коруны польской тебя, великого государя нашего, ваше царское величество, на Коруну Польскую и на Великое Княжество Литовское обрали, так чтоб и ныне того неотменно держали. А мы вашему царскому величеству, как под солнцем в православии сияющему государю и царю, как верные подданные, прямо желаем, чтоб царское величество, как царь православный, под крепкую свою руку Коруну Польскую принял»
После смерти Богдана Хмельницкого летом 1657 года среди старшины Запорожского Войска начинается борьба за власть. На Корсунской раде 21 октября 1657 года, в обстановке острых противоречий новым гетманом был избран Иван Выговский, который уверял русского царя Алексея Михайловича, что он «от того уряду отговаривался», «де того и не хотел, да не мог де ослушатца войска». Сложную ситуацию на выборах и стремление Выговского к власти хорошо охарактеризовал казак киевского полка Иван Прокофьев, который говорил, что «… писарь Иван Выговский,… полковников добрит за то, чтоб его учинили гетманом; только де войском его не хотят… А про гетманскова сына говорят, что не сдержать гетманства»
В 1658 году Выговский заключил с Речью Посполитой Гадячский договор, открыто став на сторону Польши и Литвы в Русско-польской войне.
Часть казачества резко негативно отреагировало как на пропольские устремления гетмана, так и на подписанный им Гадячский договор и последовавший за этим разрыв с Москвой. Против Выговского образовалась мощная оппозиция, во главе которой стояли полтавский полковник Мартын Пушкарь и кошевой атаман Яков Барабаш, а по всей Гетманщине начались восстания. Чтобы силой навязать свою власть казакам, Выговскому пришлось, помимо польского короля, присягать ещё и крымскому хану Мехмеду IV Гирею, чтоб тот оказал ему военную помощь.

## Первоначальный текст договора
6 сентября Войском Запорожским в Гадяче постановлены были следующие условия:

1) Вера древняя греческая уравнивается в правах своих с римскою везде, как в Короне Польской, так и в Великом княжестве Литовском.
2) Митрополит киевский и пять архиереев русских будут заседать в Сенате с тем же самым значением, какое имеют прелаты католические; место киевского митрополита будет после львовского римского архиепископа, остальные же владыки будут сидеть после католических бискупов поветов своих.
3) Войска Запорожского будет 60 000.
4) Гетману великого княжения русского вечно быть первым киевским воеводою и генералом.
5) Сенаторов в Короне Польской выбирать не только из поляков, но и из русских.
6) Дозволяется в Киеве устроить академию, которая пользуется теми же правами, как и академия краковская, с тем, однако, условием, чтобы в ней никаких расколов арианских, кальвинских, лютеранских учителей и учеников не было и дабы между студентами и прочими учащимися никаких поводов к ссорам не было; все другие школы, какие прежде в Киеве были, король велит перевести в другие места.
7) Король и чины позволяют учредить и другую академию на правах киевской, где найдется для неё приличное место.
8) Коллегии, училища и типографии, сколько их понадобится, вольно будет устраивать, вольно науками заниматься и книги печатать всякие и религиозно-полемические, только без укоризны и без нарушения маестату королевского.
9) Случившееся при Хмельницком предастся вечному забвению.
10) Податей никаких правительство польское получать не будет; обозы коронные не принимаются; обе Украйны находятся только под гетманским управлением.
11) Король будет нобилитовать козаков, которых представит ему гетман.
12) Коронным войскам в Украйне не быть, кроме необходимости, но в таком случае они находятся под командою гетмана, козакам же вольно стоять по всем волостям королевским, духовным и сенаторским.
13) Гетман имеет право чеканить монету и платить ею жалованье Войску.
14) Во всяких нужных делах Короны Польской призываются на совет козаки; правительство должно стараться, как бы отворить Днепром путь к Чёрному морю.
15) В войне короля с Москвою козаки могут держать нейтралитет, но в случае нападения московских войск на Украйну король обязан защищать её.
16) Тем, которые держали сторону козаков против Польши, возвращаются отобранные имения, и опять они вписываются в уряд.
17) Гетману не искать других иностранных протекций, кроме польской; он может быть в дружбе с ханом крымским, но не должен признавать над собою власти государя московского, и козаки все должны возвратиться в свои жилища.
18) Король и республика дозволяют русскому гетману суды свои и трибунал устроить и отправлять там, где захочет.
19) Чигиринский повет остается при гетманской булаве по-прежнему.
20) В воеводстве Киевском все уряды и чины сенаторские будут раздаваться единственно шляхте греческой веры, а в воеводствах Брацлавском и Черниговском попеременно с католиками.
21) В русских воеводствах учреждаются печатари, маршалки и подскарбии, и уряды эти будут раздаваться только русским.
22) Титул гетмана будет: гетман русский и первый воеводств Киевского, Брацлавского и Черниговского сенатор.
— С.М.Соловьёв «История России с древнейших времен». Т.11.Глава 1
Из-за значительной оппозиции в лице римско-католического духовенства договор был одобрен с существенными изменениями Сеймом 22 мая и подписан королём 10 июня 1659 года.

## Последствия соглашения
Гадячский договор фактически был попыткой Речи Посполитой вновь поставить под свой контроль запорожское казачество, утерянный после казацких восстаний.
Идея возвращения Запорожского Войска под власть польского короля в составе тройственной федерации Польши — Великого княжества Литовского — Великого княжества Русского нашла много сторонников в среде казацкой старши́ны, желавшей получить такие же права, как шляхта Польши и Литвы, даже несмотря на то, что на Западную Русь возвращались изгнанные во время восстания (бунта) польская шляхта и католическая церковь, получая назад всё конфискованное у них имущество.
Однако под влиянием польской общественности и сильного диктата Святого престола сейм принял Гадячский договор в более чем урезанном виде. Идея Княжества Русского была уничтожена, равно как и положение о сохранении союза с Москвой. Отменялась и ликвидация унии, равно как и целый ряд других статей. Решение сейма стало крахом гетманства И. Выговского Народ не желал возвращения социального, религиозного и национального гнёта, от которого избавились всего несколько лет назад, даже в смягчённой форме, да и сама Польша не имела намерения соблюдать внутреннюю автономию казачества.
Гадячский договор привел к многочисленным восстаниям казацкого и крестьянского населения Западной Руси против Выговского, его обвинили в том, что он «продался полякам», и в октябре 1659 года казацкая рада в Белой Церкви утвердила Юрия Хмельницкого в роли нового гетмана казачества. Выговского принудили отречься от власти и официально передать гетманские клейноды Ю. Хмельницкому. Вскоре Выговский бежал в Польшу, где впоследствии был казнён по обвинению в измене.